# Orde de Dobrzyń
L'Orde de Dobrzyń o de Dobrin, en polonès Zakon Dobrzyński, o dels Germans de Dobrzyń o Cavallers Prussians de Jesucrist, fou un orde militar fundat a la frontera de Masòvia i Prússia, l'actual Terra de Dobrzyń (Polònia), durant la Croada Prussiana del segle xiii, per tal de defensar el país de les incursions dels prussians bàltics. En llatí foren coneguts com a Fratres Milites Christi de Prussia o de Mazovia. Fou l'únic orde militar creat a Polònia. Molt petita, desaparegué entre 1237 i 1240, en part absorbida per l'Orde Teutònic.

## Història
L'orde fou creat per Cristià d'Oliva, primer bisbe de Prússia (1216-1228), en 1216 per protegir Masòvia i Kujawy de les incursions dels prussians pagans, que volien conquerir les terres del duc Conrad I de Masòvia, que donà suport a la fundació de l'orde. La fundació fou confirmada pel papa Gregori IX (1227-1241) en 1228. Conrad I garantí als cavallers la ciutat de Dobrzyń nad Wisłą i les terres del voltant, al sud i frontereres de Prússia. L'orde ajudava i protegia els missioners cistercencs que anaven a evangelitzar Prússia, i protegien els poblats de les incursions dels prussians. La regla es basava en les dels Germans Livonians de l'Espasa i els Templers, basades en la regla cistercenca.
D'entrada, l'orde fou composta per quinze cavallers germànics de la Baixa Saxònia i Mecklenburg, dirigits pel mestre Brunó. Portaven hàbit blanc, amb l'escut de l'orde, amb una espasa i un estel vermell que representa la revelació de Crist als pagans.
L'orde no va tenir èxit en la lluita contra els prussians i sempre tingué petites dimensions (mai no va tenir més de 35 cavallers): cap al 1235 la majoria de cavallers s'uniren al nou Orde Teutònic, autoritzats pel papa amb la Butlla d'Or de Rieti. En 1237 la resta de cavallers foren traslladats per Conrad a Drohiczyn per enfortir la plaça. Drohiczyn, però, fou presa pel príncep Daniel de Kíev en 1240: és l'última menció documentada de l'orde de Dobrin.
Oficialment i segons el dret canònic, l'orde deixà d'existir a mitjan segle xiv, cent anys després de la mort del seu últim membre, probablement Henryk de Żygocin, la tomba del qual, a Drohiczyn, està datada en 1248 i el nomena cavaller de Dobrin.